# Pham Thien An
Pham Thien An es un director y guionista de cine vietnamita. Su ópera prima Inside the Yellow Cocoon Shell (2023) le valió la aclamación por parte de la crítica internacional ganando la Caméra d'or a la mejor película debutante del Festival de Cannes 2023 y logrando la nominación a mejor película en los Premios de la Sociedad Internacional de Cinéfilos 2024.

## Biografía
Pham Thien An es un director, productor y guionista de cine. Tras cuatro años de estudios universitarios en Tecnología de la Información en la Universidad Lotus de Ciudad Ho Chi Minh, se interesó por la cinematografía y el cine. En los últimos años, ha ganado varios premios de cine en Vietnam.
En 2015, se trasladó a Houston, Texas (Estados Unidos) y continuó trabajando como cineasta independiente. Su cortometraje The Mute (2018) ha recorrido varios festivales de cine (Winterthur, Palms Spring, Uppsala, Encounters, entre otros). También rodó Stay Awake, Be Ready, proyecto que fue apoyado por CJ Short Film Making Project. En 2023 estrenó en el Festival de Cannes su ópera prima Inside the Yellow Cocoon Shell.

## Filmografía
- Inside the Yellow Cocoon Shell (2023)

## Premios y nominaciones
| Premio/Festival de Cine                           | Fecha del evento      | Categoría      | Nominado                       | Resultado | Ref.  |
| ------------------------------------------------- | --------------------- | -------------- | ------------------------------ | --------- | ----- |
| Premios de la Sociedad Internacional de Cinéfilos | 10 de febrero de 2024 | Mejor película | Inside the Yellow Cocoon Shell | Pendiente | [ 1 ] |
| Premios de la Sociedad Internacional de Cinéfilos | 10 de febrero de 2024 | Mejor debut    | Inside the Yellow Cocoon Shell | Pendiente | [ 1 ] |